# Mardonius parvus
Mardonius parvus är en mångfotingart som beskrevs av Demange och Jean-Paul Mauriès 1975. Mardonius parvus ingår i släktet Mardonius och familjen Spirostreptidae. Inga underarter finns listade i Catalogue of Life.